# Cerveja Venezia
A Cerveja Venezia foi uma fábrica de cerveja italiana ativa entre 1835 e 1928.

## Historia
Em 1835 ganha vida a Empresa Biliotto na zona Santa Chiara em Veneza
Em 1902 é aberta a nova e moderna cervejaria (projetada pelo arquiteto alemão Wullekopf) na cave de S. Biagio número 796. A nova denominação é Destilaria Veneziana.
Em 1908 a cervejaria chega a empregar 130 pessoas. O nome muda outra vez para Sociedade Cerveja San Marco.
Em 1913 a fábrica se transforma em Cerveja Venezia.
Em 1928 é comprada pela Cerveja Pedavena.
Em 2008 depois de 80 anos a Sociedade Cerveja Venezia Srl, com sede no centro histórico de Veneza, retoma a produção e comercialização da Cerveja Venezia.